# HD 100623
HD 100623あるいはHR 4458は、うみへび座にある連星系である。年周視差を基に計算した距離は約31.1光年で、太陽系の近傍の星系である。見かけの等級は5.96と、肉眼でみえる限界に近い明るさの恒星である。

## 名称
HD 100623には、うみへび座のフラムスティード番号は付与されていないが、フラムスティードの星表では、コップ座20番星であったと考えられている。また、グールド番号によって、うみへび座289番星と呼ばれる場合もある。
中国では、HD 100623は、緑の丘を意味する青丘という星官を、うみへび座β星（コップ座28番星）、HD 103596（コップ座29番星）、コップ座17番星、HD 100393（コップ座18番星）、うみへび座ξ星、うみへび座ο星と共に形成する。HD 100623自身は、青丘六つまり青丘の6番星と呼ばれる。

## 星系
HD 100623は、元々知られていた6等星 (HD 100623 A) だけでなく、その東南東に約16秒離れた位置にある15等星 (HD 100623 B) と対をなす二重星であり、この2つの星は固有運動が共通していることから、真の連星であると考えられている。
HD 100623系の公転軌道は、軌道長半径が170.2auと推定され、公転周期は4.06×105日（およそ1110年）程度になるのではないかとみられる。

### 主星
| 太陽 | HD 100623 A |
| ---- | ----------- |
| 太陽 | Exoplanet   |

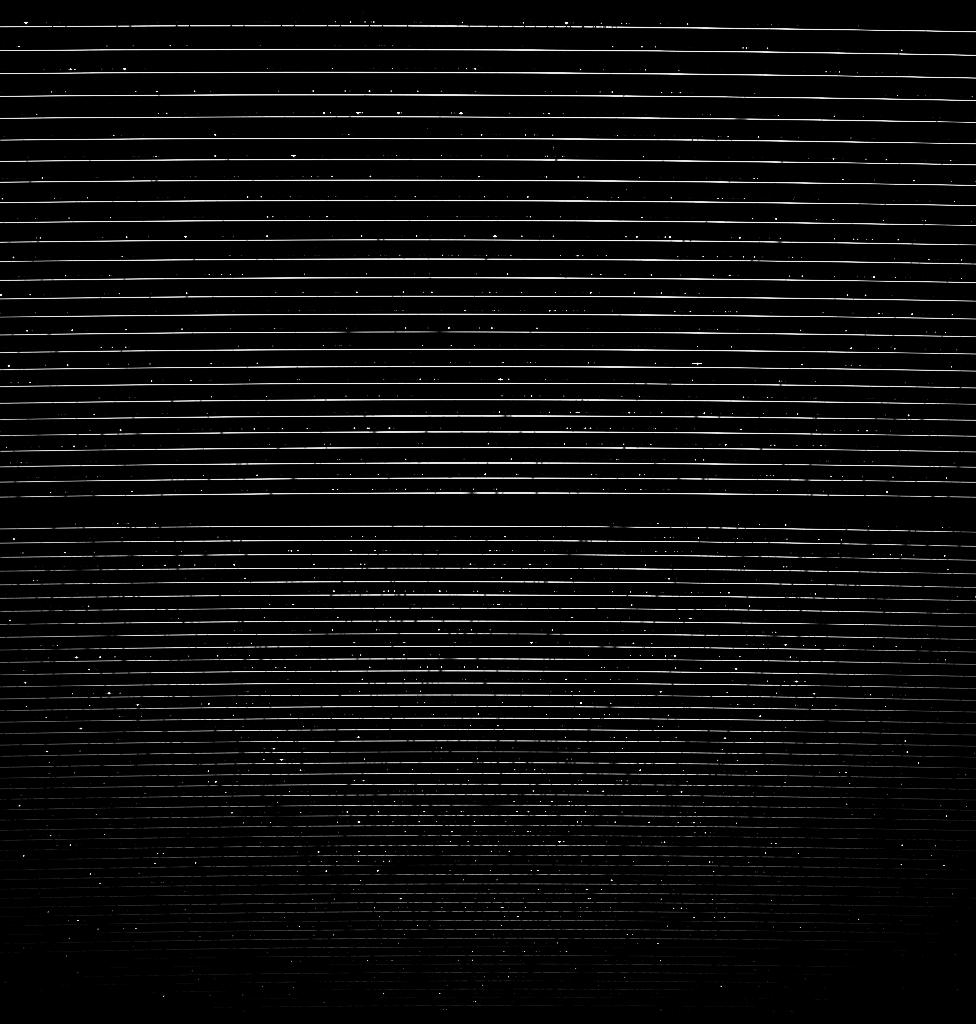
HARPSのファーストライトで取得された、HD 100623の高分散スペクトル。出典: ESO

HD 100623 Aは、スペクトル型がK0 Vと分類されるK型主系列星である。年齢は、およそ115億年と推定されるが、導出方法によっては65億年、或いは49億年ともいわれる、質量と半径は太陽の7割から8割程度、光度は太陽の3分の1程度、有効温度は約5,140Kと見積もられている。
HD 100623 Aは、変光についても調べられ、変光星である可能性があるとして、変光星総合カタログにおいては新しい変光星候補として収録されているが、十分なデータが得られておらず、確定した変光星とはなっていない。また、太陽系外惑星捜索の目標天体にもなっているが、惑星の存在を示唆する要素はみつかっていない。

### 伴星
HD 100623系の「伴星」としてのHD 100623 Bは、ファン・ビースブルックによって発見された。同時に報告された微光天体のうち4番目に挙げられたことから、ファン・ビースブルックの頭文字をとったカタログ名で、VB 4とも呼ばれる。発見当初から、非常に暗いことが指摘されていたが、分光観測が行われると、白色矮星であることが明らかになった。スペクトル型はDC8と推定され、有効温度は6,000K程度、質量は太陽の6割程度とみられるが、詳細な物理量の決定はなされていない。